# Diestrammena borutzkyi
Diestrammena borutzkyi är en insektsart som beskrevs av Andrej Vasiljevitj Gorochov 1994. Diestrammena borutzkyi ingår i släktet Diestrammena och familjen grottvårtbitare. Inga underarter finns listade i Catalogue of Life.